# 小津安二郎 大全
『小津安二郎 大全』（おづやすじろう たいぜん）は、映画監督小津安二郎についての書籍。編著者は映像作家/映画研究者の松浦莞二と映画研究者の宮本明子。編著者それぞれが約10年をかけ調査研究していた内容に、2016年からの共同取材を含め、まとめた。2019年、朝日新聞出版より刊行された。

## 内容
伝記や作品解説など基本的な情報を掲載。資料として、修復された小津少年期の絵画や中国出征時撮影の写真が書籍として初掲載された。小津が撮影時に40ミリレンズを使用していたことや、黒澤明の『酔いどれ天使』『野良犬』から音楽的影響を受けていたこと、『お早よう』で小津が自ら黛敏郎を起用したことなど、本書で明らかにされたことも多い。また新しい論点に、小津両親の離婚経験や『懺悔の刃』でのジョン・フォードからの引用などがある。

## 構成
巻頭
「僕にはすぐわかる」ペドロ・コスタ
第一章 小津安二郎を聞く 取材集 I
山内静夫
香川京子
司葉子
岩下志麻
坂本龍一
第二章 小津安二郎を知る 論考集 I
「ラブレターズ」中井貴惠
「わが心の人――伯父、小津安二郎氏の思い出」長井秀行（小津安二郎甥）
「母のお兄さん」山下和子（小津安二郎姪）
「小津先生の思い出」川西成子（笠智衆長女）
「あの時、上がりかまちで」菅野公子（厚田雄春三女）
「長屋紳士録 再考」立川志らく
「22ND CENTURY EARLY SUMMER」島田虎之介
「岩下志麻の孤独――小津安二郎の関心の移動」保坂和志
「OZUの国に育って」ケーテ・ガイスト
「みんなの小津会」加瀬亮
「小津の無声映画をどう観るか」北村薫
「昔も今もほろ苦い」光原百合
「「小津」を継承しようとした男」中村紀彦
「なぜ小津だったのか」周防正行
「小津映画との出会い」想田和弘
「小津安二郎と家族の孤影」深田晃司
「東京物語/東京物語」松浦莞二
「気遣いの小津安二郎」志村三代子
「薄明のなかで」四方田犬彦
第三章 小津安二郎を見る 資料集
「少年期の絵画」松浦莞二
「小津安二郎における絵画とデザイン」岡田秀則
「野田高梧の八ミリフィルム」松浦莞二・宮本明子
「復刻 中国戦線写真集 作品の背景」松浦莞二
「小津安二郎と兵隊」内田樹
「家庭を描いた男の家庭」松浦莞二
「対談:小津安二郎の俳句を読む」紀本直美・宮本明子
第四章 伝記 小津安二郎

第五章 小津安二郎を聞く 取材集 II
末松光次郎
川又昻
田中康義
篠田正浩
兼松熈太郎
田邉皓一
ミシェル・シオン（英語: Michel Chion）
第六章 小津安二郎を知る 論考集 II
「晩年の小津安二郎は忘れられていたか」佐藤忠男
「小津安二郎再考」デヴィッド・ボードウェル
「韓国のシネマテークと小津映画」閔愛善
「必然としての蓼科へのベクトル」北原克彦
「蓼科という装置」渡辺千明
「「東京物語」のダブル・バインド」高橋世織
「四〇ミリの謎」松浦莞二
「「小津は二人いらない」?」スザンネ・シェアマン
「夫婦は「お茶漬の味」なんだ」宮本明子
「小津映画におけるお経」正清健介
「吞気かつ過酷な映画音楽」野見祐二
「いつもお天気がいいにもほどがある――小津安二郎映画の音楽について」長門洋平
「『晩春』プロジェクト」エリック・ニアリ
「小津的な時間」ダニエル・レイム
「『東京物語』小津安二郎」ジェイミー・スレーヴス（英語: Jamie Thraves）
「静かなる反抗者」ミカ・カウリスマキ
「遠くから小津を観察する」アミール・ナデリ
第七章 小津安二郎 全作品ディテール小事典
「小津の技法を俯瞰する」松浦莞二・折田英五
再録 小津安二郎の言葉